# Rölsdorf
Rölsdorf ist ein Stadtteil der Stadt Düren im Kreis Düren in Nordrhein-Westfalen. Im Volksmund hat Rölsdorf wegen seiner einstmals zahlreichen französischsprachigen Einwohner den Beinamen „Klein-Frankreich“.

## Lage
Rölsdorf liegt im Westen des alten Stadtkerns, jenseits der Rur. Durch den Ort fließt der Lendersdorfer Mühlenteich und der von Birgel kommende und in die Rur mündende Birgeler Bach. Der Birgeler Bach, der heute in Höhe der Bahnstraße den Lendersdorfer Mühlenteich unterfließt, hatte zuvor als Wasserzufluss für den Mühlenteich gedient.

## Eingemeindung
Rölsdorf war bis zum 1. April 1937 eine eigenständige Gemeinde. Mit 2312 Einwohnern kam sie als erster Nachbarort zur Stadt Düren. Bei der Eingemeindung wurden die Namen folgender Straßen geändert: Hoeschweg (Gürzenicher Straße), Lindenallee (Monschauer Straße zwischen der Straße Cornetzhof und Gürzenicher Straße), Oberstraße (Monschauer Straße zwischen Gürzenicher Straße und Monschauer Landstraße), Friedhofstraße (Am Schlagbaum), Eisenbahnstraße (Bahnstraße), Freiheitstraße (danach Schellartstraße, heute An Sankt Nikolaus), Brückstraße (An der Ziegelei), Birgeler Landstraße (Monschauer Landstraße), Zum Burgacker, bis 6. September 1973 (heute An der Kette). Birgeler Weg bis 1973 (heute Dunantstraße). Bachstraße bis 1973 (heute In der Mühlenau).
In der Siedlung wurden die Straßen nach Flurnamen benannt: Eldernweg, An der Erk, Waidfeld, Auf dem Büchel, Blachweg, Hammerau, Pfennigsweide und Farbmühlenstraße.

## Geschichte
Rölsdorf war schon in römischer Zeit besiedelt. Beim Abbruch der alten Kirche (Standort des 2018 abgerissenen Pfarrheims, heute Wohnhaus, Monschauer Str. 175) entdeckte man Reste einer um 1200 dort erbauten romanischen Kapelle, in deren Mauerwerk römische Ziegel gefunden wurden. Zudem fanden sich römische Baureste im Gelände nach Gürzenich. Mehrere Brand- und Skelettgräber aus dieser Zeit, die 60 Meter von der alten Kirche und in südlicher Ortslage gefunden wurden, belegen die antike Besiedlung. 1957 fanden sich bei Ausschachtungsarbeiten auf dem Grundstück Monschauer Straße 166 zudem runde Ziegel einer römischen Fußbodenheizung (Hypokaustum). Im anschließenden Gartengelände wurden Bauschutt und römische Scherben gefunden.
Erstmals erwähnt wird Rölsdorf auf einer Urkunde vom 18. Februar 1268, durch den Namen des Johannes de Rulstorp. Darin wird der Friede zwischen Dietrich I. Herr zu Heinsberg und dem Graf Adolf vom Berg, u. a. auch von Johannes de Rulstorp, besiegelt. Wie die Endung torp deutlich zeigt, handelte es sich im Ursprung wohl um einen Lehnshof, der der Selbstversorgung des Lehnsmann diente. 1357 wurde erstmals eine Kapelle erwähnt, die wahrscheinlich schon im 12. Jahrhundert erbaut wurde. Auf einer Urkunde der Stadt Nideggen vom 25. März 1390 wird u. a. ein Henken van Ruylstorp genannt. Am 6. März 1404 stellte Gerhard von Solre (Soller), Bürger zu Düren, einen Revers aus über seine Belehnung mit dem Hof zu Rolsdorf, gegen Jahrespacht von 16. Malter Roggen, 16. Malter Hafer und verschiedene Abgaben für die Altäre zu Rolsdorf und Leudersdorf (Lendersdorf). 1416 wurde Reynart Schelart van Moetzenborn (Haus Mozenborn) mit Daems goet (Daems Gut) over dijek (Teich) mit sijnen tobehoren (Zubehören), to Roelstorp gelegen, tot eenen Gulixchen (Jülichen) rechte ontfinck, belehnt. 1543 wurde Düren von Rölsdorf aus von den Truppen Kaiser Karls V. belagert. Rölsdorf ging in Flammen auf. Anna van Roelstorff, verzichtete 1578 auf die Güter ihres verstorbenen Mannes, Abel van Wandloe (Wanlo) zugunsten ihrer Söhne Gottschalk und Matteis van Wandloe, nachdem sie zuvor mit Johann von Manheim (Monheim ?) eine neue Ehe eingegangen war. 1591 gab es Streit (Vindikation) um mehrere Grundstücke in Rölsdorf, gegen die Geschwister Maria und Goswin von Dommermont (Thummermuth) aus Rölsdorf. Gottschalk von Wandlo (Wanlo) Bürger aus Düren, forderte die Herausgabe der Grundstücke, welche seine Mutter Anna von Roelsdorf, in die Ehe mit Abel von Wandlo eingebracht hatte, die sich aber im Besitze der Familie Dommermont befanden. Im Jahre 1748 wurde die erste Steinbrücke über die Rur gebaut. Am Lendersdorfer Mühlenteich wurde zwischen 1785 und 1790 eine Farbmühle in Betrieb genommen. Die heute noch bestehende Gaststätte Gohr wurde am 1. März 1851 durch Peter Josef Gohr eröffnet. Am 31. Oktober 1866 wurde Rölsdorf zur Pfarre St. Nikolaus erhoben. 1890 erfolgte in Rölsdorf die Gründung des Vereins deutscher Lederleimfabrikanten.

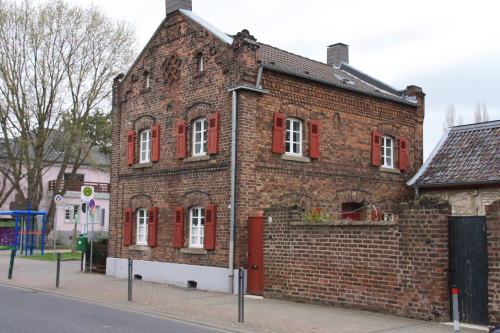
Eines der wenigen alten Häuser

1871 wurden 719 Einwohner gezählt. Am 15. Juni 1887 erhielt Rölsdorf die erste eigene Poststelle. 1901 wurde das Pfarrhaus Monschauer Straße 134 erbaut. Baubeginn war nur acht Monate vorher, nämlich am 3. Februar 1901. Die Kaplanei in der Monschauer Straße 98 wurde 1903 gebaut.
Das Jugendstadion, eingeweiht am 14. August 1921, erhielt zwei Jahre später eine Radrennbahn, auf der nach dem Kriege auch Motorradrennen gefahren wurden (Einweihung am 8. Juli 1923). Im Frühjahr 1932 kam es in Rölsdorf zur Gründung einer KPD-Gruppe, der 50 Mitglieder aus den Orten Birgel, Lendersdorf, Gürzenich und Rölsdorf angehörten. Die Stadt Düren kaufte vom Kreis Düren am 19. Mai 1937 zum Preis von 380.000 RM das Gut Boisdorf.
Auch in Rölsdorf hat es bis 1941 jüdische Bürger gegeben. In Rölsdorf geboren und von den Nazis ermordet wurden: Eva Roer, Eleonore Fromm geb. Michel und ihr Ehemann Moses Fromm. Die Familie des Friedrich (Fritz) Roer, wohnte im abgerissenen Haus-Nr. 75, links neben dem Jägerhof (Rölsdorf). Die Familie des Moses Fromm wohnte Haus-Nr. 50, inzwischen abgerissenen, jetzt Monschauer Straße 183. Beide hatten Metzgerei und Viehhandel. Die ganze Woche stand ein Topf mit Rindfleischsuppe auf dem Herd, aus dem jeder Arme einen Teller bekam. Im Dorf waren sie alle beliebt.
Die Gaststätte des Matthias Bonn, Oberstraße 76, (heute Monschauer Straße 217, Hotel Jägerhof) war nach dem Ersten Weltkrieg Stammlokal des Reichsbundes jüdischer Frontsoldaten (RjF), Ortsgruppe Düren, Vorsitzender war der Kaufmann Kurt Hahn, Düren, Oberstr. 37. Sonntags spielten diese auf der Wiese von Matthias Bonn in der Bachstraße Fußball. Wegen seiner Judenfreundlichkeit wurde die Gaststätte von 1934 bis 1945 boykottiert. Der damalige NSDAP-Ortsgruppenleiter und stellvertretende NSDAP-Kreisleiter, der Amtsbürgermeister Georg Logauer, hatte das Betreten der Gaststätte verboten. 1935 wurden die Fassade der Gaststätte, die Haustür und das Hoftor durch rote Farbmennige mit anti-jüdischen Parolen und Judennasen beschmiert, sowie die Fenster eingeworfen.
Am 9. Juni 1941 brannte das Straßenbahndepot in der Bahnstraße aus. Der Ort wurde als erster Stadtteil schon am 1. Juli 1945 mit Frischwasser aus dem Wasserwerk Birgel versorgt.
Bis 1944 gab es in folgenden Rölsdorfer Unternehmen Zivilarbeiterlager: Bauunternehmung Hermann Bock / ELINO Elektro-Industrie-Ofenbau Carl Hanf GmbH & Co. KG / Aug. Detombay / Zimmermann & Jansen GmbH / Gebr. Hannemann & Cie. GmbH / Leopold Schoeller & Söhne.
Im Zweiten Weltkrieg besetzten die US-Amerikaner am 17. Dezember 1944 Rölsdorf und gingen von dort über die Rur in die Innenstadt.
Im Sommer 1945 gründeten Rölsdorf Bürger den Antifa-Ausschuss Düren-Rölsdorf. Unter Leitung dieses Ausschusses wurden ab September 1945 in Rölsdorf ehemalige Nazis zur Pflichtarbeit (Beseitigung von Kriegsschutt) herangezogen.
Von 1948 bis 1949 wurde die Glashüttensiedlung für die aus Penzig in Niederschlesien stammenden vertriebenen Glasarbeiter erbaut. 1955/56 wurde die Nebenerwerbssiedlung errichtet. Anfang 1957 wurde mit der Ortskanalisation begonnen. 1969 wurde der Engpass „Teichbrücke“ in der Monschauer Straße beseitigt.
Im April 1972 wurde das Altenheim St. Nikolaus in der Dr.-Overhues-Allee eingeweiht. Der Fußball-Verband Mittelrhein hat 1980 die Villa Mevis restauriert und für die Mitarbeiterschulungen hergerichtet.
Von 1966 bis 1990 befand sich in Rölsdorf das Gebäude des Amtes Birgel, später Außenstelle der Stadtverwaltung Düren. Danach wurde das Gebäude in das Rölsdorfer Vereinshaus umgewandelt.

## Verkehr
Schon im Jahre 1852 wurde auf der neuen Personenpoststrecke Düren–Monschau eine Haltestelle in Rölsdorf eingerichtet. Am 6. Oktober 1908 wurde die Straßenbahnstrecke Düren–Rölsdorf–Lendersdorf der Dürener Kreisbahn (DKB) eröffnet. Nach dem Krieg war die Straßenbahnstrecke Düren-Lendersdorf ab der Rurbrücke ab dem 27. Dezember 1947 wieder befahrbar. Der Straßenbahnverkehr wurde ab 1954 von Bussen übernommen.
Durch den Ort führen die AVV-Buslinien 202 und 286 des Rurtalbus. Bis zum 31. Dezember 2019 wurde die Linie 202 von der DKB, die Linie 286 vom BVR Busverkehr Rheinland bedient. Zusätzlich verkehrt an den Wochenenden ein Nachtbus. Die Linie SB 86 fährt ohne Halt in Rölsdorf über die Umgehungsstraße.
| Linie | Verlauf |
| ----- | --- |
| 202   | Düren Kaiserplatz – Rölsdorf – Lendersdorf – (Berzbuir – Kufferath) / Niederau                                                                                         |
| 286   | Düren Bf/ZOB – StadtCenter – Kaiserplatz – Rölsdorf – Birgel – Gey – (Horm / Straß –) Großhau – Kleinhau – (Brandenberg – Bergstein –) Hürtgen – Vossenack (– Schmidt) |
| N3b   | Nachtbus: nur in den Nächten Fr/Sa und Sa/So Düren Bf/ZOB → Kaiserplatz → Rölsdorf → Lendersdorf → Gey → Langenbroich → Obermaubach                                    |

Bis zum Neubau der Umgehungsstraße fuhr der gesamte Verkehr in die Eifel in Richtung Monschau durch den Ortskern über die B 399. 1987 wurde die Ortsdurchgangsstraße zurückgebaut und die Bahnstraße als Ortskernumgehung genutzt.
Die B 264 geht nur auf einem kurzen Teilstück durch den Ort.

## Wirtschaft
- Bauunternehmung, Hermann Bock GmbH, -Rölsdorf, In der Mühlenau 90.[24]
- Eisengiesserei und Maschinenfabrik Lambert Dacier, in Rölsdorf.[25] Gegründet 1857 von Lambert Dacier (* 1817 in Seraing).[26]
- Filztuche, Asbest-Trockenfilze[27]: Weckmüller u. Beinhauer Filztuchfabrik (gegr. 1883), Monschauer Straße 60, früher Lindenallee 237 (abgerissen)
- Lohgerberei, Lederfabrik u. Leimsiederei: Ludwig Napp & Cie.[28] (gegr. 1852) grenzte südlich an den Volkspark (1940 abgerissen)
- Papierverarbeitung: Fripa Papierfabrik Albert Friedrich, In der Mühlenau
- Herstellung von Indikatorpapieren: Macherey-Nagel, Bahnstraße und Valencienner Straße
- Maschinenbau: Zimmermann & Jansen, Bahnstraße
- Maschinenbau: August Philipp Denis Detombay, Monschauer Straße (verlagert nach Langerwehe)
- Industrie-Ofen-Bau: Elino Elektro-Industrie-Ofenbau Carl Hanf GmbH + Co. KG (gegr. 1933), Zum Mühlengraben 16–18. Heute TS Elino GmbH.
- Gießerei: Gebr. Hannemann u. Cie., Werk Gürzenich, Bahnstraße (2013 abgerissen)
- Eisengießerei Gebr. Hannemann u. Cie., Monschauer Straße 64, zwischen Buschstraße und Lendersdorfer Mühlenteich
- Maschinenfabrik N. J. Hannemann, Monschauer Straße 15
- Kesselfabrik Petry-Dereux (1854–1927),[29] Buschstraße
- Asphalt-Dachpappenfabrik Gebrüder Caesar, Inhaber: Julius und Johann Caesar (ca. 1876–1923)[30], Lendersdorfer Weg 4, Fingerhutsmühle[31] bzw. Asphaltfabrik Walter Schreyeck, Lendersdorfer Weg, (heute Dr. Overhues-Allee)
- Deutsche Telekom: Am Ellernbusch (geschlossen)
- Baumarkt: Toom Baumarkt, Bahnstraße
- Supermärkte: Kaufland vormals real, anfangs extra (Supermarkt), Am Ellernbusch, Aldi, Lidl, Monschauer Straße u. a.
- Altenheim: St. Nikolaus, Dr.-Overhues-Allee
- Ziegelei (abgebrochen): Ringofenziegelei Josef Brück & Co., Flurstr. 69. Zufahrt über Brückstraße (Heute An der Ziegelei). (1977 als letzte Dürener Ziegelei stillgelegt)[32]
- Hotels, Gastronomie: Hotel Jägerhof, Gaststätte Gohr u. a.

Bis in die 1970er Jahre gab es in Rölsdorf noch eine kleinteilige Einzelhandelstruktur. Hierzu gehörten: eine Postfiliale, drei Bäcker (Karl Schüller, Wilhelm Schüller, Fritz Schröder), eine Gärtnerei (Jakob Richter), vier Metzgereien (Josef Mohren, Hermann Junggeburt (Baptist Kuhl), Peter Klinkenberg, Otto Bartsch), acht Lebensmittelgeschäfte (Hans Becker, Maria Biergans, Richard Himmburg, Ulrich Klinkenberg (REWE), Maria Heinen, Willi Limburg (Discount-West), Maria Zens, Käthe Ismar), zehn Gaststätten (Eberhard Hartmann, Friedhelm Gohr, Anna Bonn (Zur Krone), Bürgerstube, Zur Glocke, Gambrinus, Katharina Fenger, Cilly Prummebaum (Louise Hermanns), Hubert Junghertz (Bierklause), Julius Hasseler (Siedlerklause)), zwei Herren-Friseure (Werner Bein, Wilhelm Vilvo), drei Damen-Friseure (Maria Bernards, Günter Platzeck (Parfümerie), Elisabeth Müller), zwei Zeitungs- und Tabakgeschäfte (Josef Borg (Lotto), Peter Hall), zwei Drogerien (Katharina Kraemer (Parfümerie/Foto), Peter Boich (Foto)), eine Apotheke (Max Hepple), ein Fischgeschäft (Konrad Stass), ein Gemüsehandel (Anneliese Veith), ein Textil- und Kurzwarengeschäft (Maria Koertgen), drei Schuhmacher (Franz Emunds, Herbert Schmitz (Michels), Arnold Müllejans), ein Schuhgeschäft (Gertrud Michels), drei Schreinereien (Wilhelm Stolz, Paul Fassbender, Hubert Gottschalk), zwei Papier- und Schreibwarengeschäfte (Helene Reheis, Marita Johnen), zwei Elektrogeschäfte (Jean Müllejans, Hermann Blens (Radio)), ein Farbengeschäft (Maria Rudolf), eine Hühnerfarm (Richard Malingriaux), ein Kohlenhändler (Jakob Fassbender) und ein Blumengeschäft (Wilhelm Mohren). Mit der Eröffnung des extra-Marktes (dann real,-, heute Kaufland), Am Ellernbusch, verschwand diese Struktur bis auf einige wenige Geschäfte.
Laut Adressbuch von Stadt und Kreis Düren von 1932/1933 gab es in Rölsdorf eine ganze Reihe von Geschäftsbetrieben und Gewerbetreibenden. Die angegebenen Hausnummern sind nicht identisch mit den heutigen Hausnummern. Es handelt sich um die alten, durch die Franzosen eingeführten, Nummern der Häuser. Nach der Einführung von Straßennamen behielten die Häuser noch ihre alten Hausnummern. Erst 1937, bei der Eingemeindung, kam es zur Umbenennung von einigen Straßen und der Vergabe von neuen Hausnummern.
Allgemeine Ortskrankenkasse Rölsdorf (Lindenallee 24), Johann Bedlan Kastenmacher (Gürzenicher Straße 209), Konrad Bergs Schlosser und Kolonialwarenhandlung (Gürzenicher Straße 211a), Peter Bernards Schuhmacher (Oberstraße 171), Wilhelm Bennings Tischler und Kolonialwaren (Lindenallee 224), Katharina Bonjean Lebensmittelhandlung (Lindenallee 232), Oliver Bonjean Maler und Anstreichermeister (Lindenallee 23), Witwe Ignaz Bonn Gastwirtschaft (Oberstraße 172, Hotel Zur Krone), Matthias Bonn Wirt und Ackerer (Oberstraße 76), Josef Briem Bäckermeister (Gürzenicher Straße 180), Josef Brück Landwirt und Ziegeleibesitzer (Gürzenicher Straße 178), Matthias Brück Metzger (Gürzenicher Straße 180), Bürgermeisteramt Birgel (Oberstraße 80), Martha Claßen Damenschneiderin (Lindenallee 42), Josef Cohnen Maler- und Anstreichermeister (Lindenallee 228), Peter Cohnen Schreinermeister (Lindenallee 225), Wilhelm Dahmen Sattlermeister (Oberstraße 48), August Detombay Dampfkesselfabrik (Lindenallee 10), Wilhelm Engels Polizeihauptwachtmeister (Oberstraße 145), Nikolaus Esser Gastwirt (Lindenallee 14), Peter Esser Schuster (Bachstraße 118II), Heinrich Faßbender Händler (Oberstraße 53), Hugo Freialdenhoven Bauunternehmer (Lindenallee 222), Wilhelm Freialdenhoven Baugeschäft (Oberstraße 142), Hubert Fröhling Weißwarengeschäft (Lindenallee 10), Moses Fromm Viehhändler (Oberstraße 50), Wilhelm Führer Friseur (Kapellenstraße 37), Peter Gilson Pfarrer (Oberstraße 168), Josef Gohr Gastwirt (Lindenallee 41 II), Aegidius Gottschalk Lebensmittelhandlung (Gürzenicher Straße 209k), Matthias Gottschalk Drogist (Gürzenicher Straße 209k), Hubert Grobben Bürgermeister a. D. (Birgeler Straße 121), Gebrüder Hannemann u. Co. elektrotechnische Fabrik (Lindenallee 235), Wilhelm Hemp Scherenschleifer (Lindenallee 40a), Max Hepple Apotheker (Lindenallee 222a), Wilhelm Hermanns Geflügelfarm (Birgeler Straße 123), Witwe Edmund Hoesch Chemikalienhandlung (Oberstraße 55), Witwe Philipp Jacobs Kleinhandlung (Oberstraße 170), Hubert Jörres Polizeihauptwachtmeister (Oberstraße 136), Witwe Theodor Katzgrau Dachdeckergeschäft (Lindenallee 22), Christian Kelzenberg Bäckerei-Filiale (Lindenallee 41 2), Kelzenberg u. Cerny Apparate-Bauanstalt (Eisenbahnstraße 41g), Frau Ewald Klinkenberg Gemüsehandlung (Oberstraße 150a), Ewald Klinkenberg Kohlenhändler (Oberstraße 150a), Ulrich Klinkenberg Metzgermeister, (Oberstraße 150a), Franz Knops Schornsteinfeger (Kapellenstraße 34), Eduard König Tuchgeschäft (Lindenallee 2), Ewald Kraemer Drogist (Lindenallee 218), Andreas Krudewig Landwirt (Oberstraße 164), Heinrich Krudewig Landwirt (Oberstraße 165), Maria Kurtz Dentistin (Lindenallee 23), Wilhelm Koll Bürgermeister (Oberstraße 80), Matthias Leeser Dachdecker (Oberstraße 66), Christian Lenzen Bürstenmacher (Oberstraße 154), Josef Linden Milchhändler (Brückstraße 197), Dr. Matthäus Münster praktischer Arzt (Lindenallee 230), Jakob Oebels Bauunternehmung (Gürzenicher Straße 209 9), Dr. Alfons Ried praktischer Arzt (Lindenallee 17), Friedrich Roer Viehhändler (Oberstraße 75), Arnold Scheeben Wirt (Oberstraße 160), Johann Schell Kolonialwarenhandlung (Oberstraße 174), Witwe M. Peter Schell Bäckerei u. Landwirtschaft (Oberstraße 156), Georg Schmitz Schneider (Kapellenstraße 40VII), Josef Schmitz Schornsteinfeger (Oberstraße 77), Nikolaus Scholl Schuster (Lindenallee 231), Schroeder u. Hoesch Papier- und Wellpappenfabrik (Farbmühle 120a), Peter Schüller Bäckermeister (Oberstraße 148), Martin Schürger Schuster (Oberstraße 159), Engelbert Siepen Schuhmachermeister (Brückstraße 196), Frau Wilhelm Steiger Lebensmittelgeschäft (Oberstraße 77), Wilhelm Stolz Schreiner (Friedhofstraße 157), Salesius Titz Gastwirt (Oberstraße 132), Josef Vaßen Landwirt (Oberstraße 72), Bertram Wallraff Schreinermeister (Eisenbahnstraße 227d), Martin Wassör Wirt (Jugendstadion) (Bachstraße 119a), Weckmüller u. Beinhauer Filztuchfabrik (Lindenallee 237), Arnold Zentis Wirt (Lindenallee 223), Zimmermann u. Jansen GmbH Maschinenfabrik (Eisenbahnstraße 228c).

## Schule
1850 wurde die erste Schule gebaut. Die neue Schule wurde am 29. Oktober 1901 eingeweiht.
In diesem Stadtteil gibt es eine Grundschule und Kindergärten. Weiterführende Schulen gibt es in der Innenstadt.

## Persönlichkeiten
- Ernst Neumann-Neander, Motorrad- und Autobauer, Erfinder, Künstler
- Manfred Donike, Radsportler und „Anti-Dopingpapst“
- Toni Schumacher, Fußballtorwart
- Leonhard Meurer, Pfarrer

## Sonstiges

### Burg
Die Rölsdorfer Burg war eine Wasserburg und stand auf dem Gelände des jetzigen Volksparks. Auf der zwischen 1801 und 1828 unter Jean Joseph Tranchot durchgeführten Topographische Aufnahme der Rheinlande war am Ende des Volksparks, gegenüber der Einmündung Gürzenicher Straße, nur noch eine dreieckige Hofanlage eingezeichnet. Die Bushaltestelle in der Nähe des Volksparks, heißt dort noch heute Dreieck.

#### Thummermuth
Im Jahr 1553 wird Gerard Dommermoit „up der boirch zu Ruelstorp“ genannt. Gerhardt Dommermuth war Lehnsmann des Engelbrecht Nyt von Birgel.
1585 wurde Johann Dommermoit (Thummermuth v. Ruilstorf) mit der Burg zu Rölsdorf belehnt, der sie 1622 noch besaß. Zur Burg Rölsdorf gehörten 30 Morgen Ackerland. „Das Lehnsgut Dommermut im Gericht Lendersdorf, welches mit einem Sattelpferd dienstpflichtig war, musste dem Fürsten Wein im Amt Nideggen aufladen und nach Hambach oder Düsseldorf bringen, auch Fässer, Reifen, Rommeln und Fische fahren.“ Das Wappen der Familie: Weißer Schild mit waagerechtem, schwarzem Balken in der Mitte, oben zwei und unten ein schwarzes Antoniuskreuz. Das Wappen findet sich in Stein gehauen innen im rechten Seitenschiff der Kirche in Lendersdorf. Mehrere Mitglieder der Familie Dommermoet (Dommermuth) waren Schultheiß im benachbarten Gericht zu Lendersdorf.
Zwischen 1672 und 1675 kommt es zu Erbstreitigkeiten um das Gut Roelsfeld. Kläger waren Friedrich Heinrich von Bartholdt zu Bruchhausen und Peter Blum als Vormund von dessen minderjährigen Tochter aus der Ehe mit Anna Katharina von Löwenstein. Beklagte waren Anna Maria von Löwenstein gen. Ramberg und Johanna Sibylla von Löwenstein, Witwe von Schellart in Düren.

#### Faustenhof
Am 24. Juli 1514 ist Peter Vuystgen (Peter Faust) Schöffe zu Düren.
Dem Grafen von Manderscheid gehörte bereits am 6. Februar 1527 ein Hof in Rölsdorf, genannt der Bachenhof als Lehen. Besitzer des Bachenhofes war später Peter Fuistges (Peter Faust).
1748 hieß der Rölsdorfer Burghof Faustenhof und war im Besitz des Amtsverwalters Dackweiler, wohnhaft zu Holzweiler. Seine Frau, Maria Gertrud geb. Wolf, hatte den Hof von ihren Eltern, Rutger Wolf und Anna Margaretha, geb. von Droif (von Drove), geerbt. Am 11. November 1748 verpachtete Maria Gertrude Wolf den Faustenhof für 12 Jahre an Wilhelm Schürgen. Zum Hof gehörten 75 Morgen Land. Durch Heirat kam der Hof in den Besitz der Familie von Schellart. 1812 vererbte Theodosius Georg Maria Graf Schellart von Obbendorf (1793–1812) den Faustenhof an seine zweite Frau. Der Abriss des Burghofs erfolgte in der ersten Hälfte des 19. Jahrhunderts. Letzter Bewohner des Burghofs war der Landwirt Matthias Krudewig.

### Mühlen
Auf dem Gemeindegebiet von Rölsdorf gab es früher mehrere Wassermühlen. Diese lagen an zwei verschiedenen Mühlgräben, dem Lendersdorfer Mühlenteich und dem Jammerthalsteich.
Am Lendersdorfer Mühlenteich lag die an Gut Boisdorf stehende Loesch- oder Dalwigh-Mühle, die mal als Papiermühle oder als Getreidemühle genutzt wurde. Heute heißt sie Boisdorfer Mühle und erzeugt Strom. Die Lünenschloss-Mühle war später eine Farbmühle im Besitz von Paul Emil Hoesch. Auf ihre frühere Existenz weist noch heute die Farbmühlenstraße hin. Und die Zehnpfennig-Mühle, auch Napps-Mühle, wurde als Lohmühle bzw. später als Papiermühle genutzt. Heute befindet sich auf dem Gelände die Papierfabrik Friedrich Papier (Fripa).
Drei weitere Mühlen lagen am Jammerthalsteich. Der Jammerthalsteich, welcher heute nicht mehr existiert, zweigte etwa in Höhe von Gut Boisdorf, etwas flussabwärts, von der Rur ab. Er verlief entlang der heutigen Dr.-Overhues-Allee parallel zur Rur flussabwärts. An diesem Mühlenteich lag zuerst die Fingerhutsmühle, die auch als Ölmühle, später als Teermühle genutzt wurde. Die Fingerhutsmühle befand sich an der Dr. Overhues Allee links von der Straße Am Jugendstadion. Dann kam die Katterbachsmühle. Die Katterbachsmühle lag zwischen der heutigen Cornetzhofschule und der Rur nordwestlich des heutigen Seniorenheims. Dieser Teich querte dann die heutige Monschauer Straße in Höhe des Autohauses Ferebauer (Opel). Auf der anderen Straßenseite lag an diesem Teich der Jammertalshof/Spitalmühle (Getreidemühle), bzw. Jammerthalsmühle. Diese Mühle gehörte zu einem Hospital bzw. Krankenhaus. In einem Bogen Richtung Rur querte der Jammerthalsteich vor dem Stadtparkrestaurant dann die Valencienner Straße (Düren). Er floss in einem Bogen um das Stadtparkrestaurant durch das Gelände des heutigen Willy-Brandt-Parks (Stadtpark) und mündete vor der Bismarckbrücke (Tivolistraße) wieder in die Rur. Dieser Mühlenteich und die Mühlen sind auf der zwischen 1801 und 1828 unter Jean Joseph Tranchot durchgeführten Topographischen Aufnahme der Rheinlande eingezeichnet. Die Straße In der Mühlenau in Rölsdorf ist ein Hinweis auf diese Mühlen.

### Napp’s Fabrik
Auf dem Fabrikgelände (heute Friedrich Papier) am Lendersdorfer Mühlenteich befand sich zuvor die Lohgerberei, Lederfabrik und Leimsiederei Ludwig Napp & Cie. Gegründet wurde die Fabrik 1852. 1878 firmierte sie als Julius Napp Co. Leder- und Leimfabrik, Inhaber waren damals Julius Napp und Eduard Lemme. Wie auf der Topographischen Karte von 1936 bis 1945 (Maßstab 1:25.000) zu sehen ist, zweigte über das Gelände der Albert Friedrich Papierfabrik (Fripa) ein Arm des Lendersdorfer Mühlenteichs nach rechts, Richtung Bahnstraße ab, um in einem Bogen vor dem Gasthaus Gohr wieder in den Lendersdorfer Mühlenteich zu münden. An diesem Seitenarm lag die Nappsmühle. Der Rölsdorfer Volkspark wurde also vom Lendersdorfer Mühlenteich umflossen und hatte somit eine Insellage.
Wie auf der Karte von 1936–1945 zu sehen ist, bestand damals zwischen den beiden heutigen Sackgassen Zum Volkspark (vorm. Burgstraße) und Zur Rölsdorfer Burg eine direkte Wegeverbindung zwischen Monschauer Straße und Bahnstraße. Dieser Weg führte über das Betriebsgelände der Firma Ludwig Napp, vorbei an der Villa Napp (heute Hoesch) zur Bahnstraße.
1895 vernichtete ein Feuer die Lohmühle und die Maschinen und 1933 beschädigte ein Kaminumsturz die noch bestehenden Gebäude. 1940 wurden die meisten Fabrikgebäude abgerissen. Die jüdischen Bürger aus Rölsdorf und Umgebung waren von Frühjahr 1941 bis zu ihrer Deportation in ein Konzentrationslager im Jahr 1942, in einem Raum der früheren Fabrik Napp untergebracht. Auf dem Fabrikgelände befand sich während des Zweiten Weltkrieges zudem ein Zwangsarbeiterlager.

### Lederfabrik Lemmé
Die Gerberei und Lederfabrik Lemmé, gegründet 1860 von August und Adolf Lemmé, befand sich bis 1903, in der ehemaligen Papiermühle (gegr. 1785) des Johann Jakob Leunenschloß (Lünenschloß) und späteren Farbmühle (Waidmühle) des Hermann Leunenschloß, zwischen Boisdorf und Rölsdorf. Ab 1928 befand sich dort die Papier- und Wellpappenfabrik des Peter Schroeder & Paul Emil Hoesch.

### Haussteine

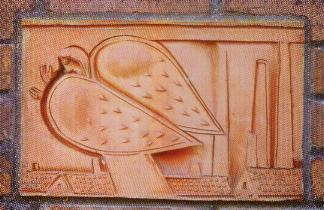
Hausstein aus Ton am Haus Monschauer Straße 173

Zwischen 1955 und 1961 wurden durch Studenten der Kölner Werkschulen auf Veranlassung des damaligen Pfarrers Leonhard Meurer etwa 60 Haussteine, vergleichbar einer Hausmarke, aus Ton oder Schiefer angefertigt. Diese Mastaba-Reliefs sind noch heute an vielen Häusern zu finden. In ihrer Vielzahl sind sie einzigartig in der Umgegend.

### Vereine
In Rölsdorf gibt es eine Vielzahl von Vereinen, von der Maigesellschaft bis zum Schützenverein, die hier wegen des Umfanges nicht aufgezählt werden können.
Rölsdorf war auch Sitz des am 13. Mai 1961 in Düren gegründeten Wiedergutmachungsverbandes für NS-Geschädigte e. V. 

### Kino
Bis in die 1960er Jahre gab es in Rölsdorf das „Scala-Theater“. Es befand sich auf der Monschauer Straße etwa gegenüber der Straße „Zum Volkspark“. Heute befindet sich auf dem Grundstück das Haus Monschauer Straße 142 mit einem Garagenhof. Das Kino war in einem heute nicht mehr vorhandenen Saal. Dieser Saal bestand schon 1932 und gehörte ursprünglich zum Lokal des Gastwirts Arnold Scheeben (Oberstraße 160, heute Monschauer Str. 144) Der Schaukasten mit den Film-Plakaten befand sich an der Ziegelmauer zwischen den Grundstücken Monschauer Straße 140/142.

### Schmecke Marie
Schmecke Marie (Maria Elsen) ist eines der bekannten Dürener Originale an dem Brunnendenkmal in der Wirtelstraße. Schmecke Marie wohnte zuletzt in Rölsdorf in einem kleinen, alten Haus, am Ende der Straße Zum Volkspark (vorher Burgstraße), rechts, kurz vor dem Lendersdorfer Mühlenteich.

### Ziegelei Brück
1890 beschäftigte die Ziegelei in Rölsdorf 12 Arbeiter. Betreiber der Ziegelei in Rölsdorf war 1906 und 1933 der Landwirt und Ziegeleibesitzer Josef Brück aus Rölsdorf, Gürzenicher Straße 178. Wie auf der Topographischen Karte von 1891 bis 1912 zu sehen ist, bestand schon 1907 am damaligen Ortsrand, im Nordwesten von Rölsdorf eine Feldbrandziegelei, deutlich erkennbar an dem schon damals dort eingezeichneten, winkelförmigen Abbaufeld für Lehm. Das Brennen der zuvor getrockneten Lehmziegel erfolgte in einem Meiler. Ziegelmeister war 1910 Anton Neumann, Rölsdorf, Haus-Nr. 186. Wie schon der Name Feldbrandziegelei aussagt, erfolgte der Brand der Ziegel auf einem Feld, auf dem der natürliche Rohstoff Lehm, Löss oder Ton, für die Ziegelherstellung vorhanden war. Abgebaut wurde der Lösslehm zunächst nördlich der heutigen Straße An der Ziegelei und westlich der Flurstraße. Hierdurch entstand mit der Zeit eine großflächige Vertiefung im Boden, eine Lehmgrube bzw. Lehmkuhle, westlich der Flurstraße. Der Transport des Lehms erfolgte anfangs mittels Handkarren und Pferdefuhrwerken. Um die steigende Nachfrage nach Ziegelsteinen zu decken, wurde auch in Rölsdorf die Produktion gesteigert, durch einen für die Trocknung und den Brennvorgang, eigens 1903 errichteten Ringofen. Dieser lag, wie auf der topographischen Karte von 1936–1945 zu sehen ist, westlich der Flurstraße, etwas südlich der Einmündung der Straße An der Ziegelei, in die Flurstraße. Das Unternehmen firmierte 1971 als Ringofenziegelei Josef Brück & Co., Düren-Rölsdorf, Flurstr. 69. Der Lehmabbau für diesen Ringofen erfolgte westlich von Rölsdorf, heute noch erkennbar an den vorhandenen Böschungen am Rand deutlich tiefer liegender Felder und Wiesen, westlich, nördlich und östlich des Rölsdorfer Friedhofs. Der Abbau des Lösslehms erfolgte mittels eines auf Schienen laufenden, kleinen Eimerkettenbaggers. Der Transport des Lehms zur Ziegelei erfolgte durch eine mit Dieselkraftstoff betriebene Feldbahn mit Kipploren. Baggerfahrer und Lokführer war 1972 Wilhelm Schink, der direkt neben dem Ziegeleibesitzer Brück wohnte. Noch heute existieren an den mehrere Meter höher liegenden Feldwegen zwei kleine Betonbrücken, durch die bis in die 1970er Jahre diese Feldbahn fuhr. Die Ziegelei wurde 1977 als letzte Dürener Ziegelei stillgelegt. Ältere Ziegelgebäude in Rölsdorf, wie das 1927/28 von der Stadt Düren errichtete Gebäude Nr. 153a-g, in der Friedhofstraße (heute Am Schlagbaum 3–15), wurden mit Mauerziegeln aus der Ziegelei Brück errichtet. Weil bis Mitte der 1960er Jahre, die sieben Abwasserrohre des Gebäudes, zu den einzelnen Sammelgruben im Hof, verlegt waren, erhielt die Hausreihe, mit dem in Düren einzigartig, gewölbten Hohlpfannendach aus Bohlenbindern, im Volksmund den Beinamen Brücks Driss-Artillerie. Das Wohnhaus Monschauer Straße 235, mit der Jahreszahl 1865, ist noch, wie die unregelmäßige Färbung der Ziegel zeigt, aus Feldbrandsteinen der Rölsdorfer Feldbrandziegelei errichtet worden.

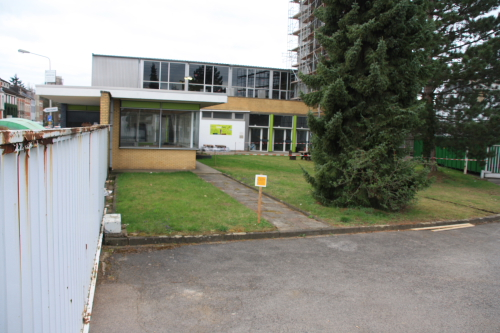
Kasino, ehem. Zimmermann & Jansen
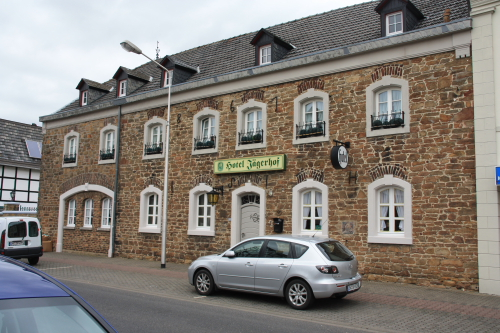
Das denkmalgeschützte Hotel Jägerhof
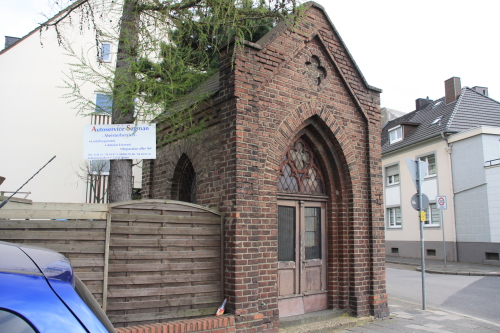
Die Marienkapelle
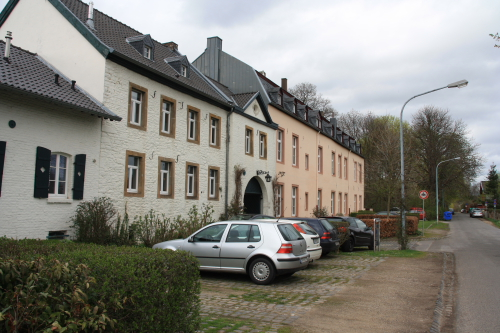
Gut Boisdorf
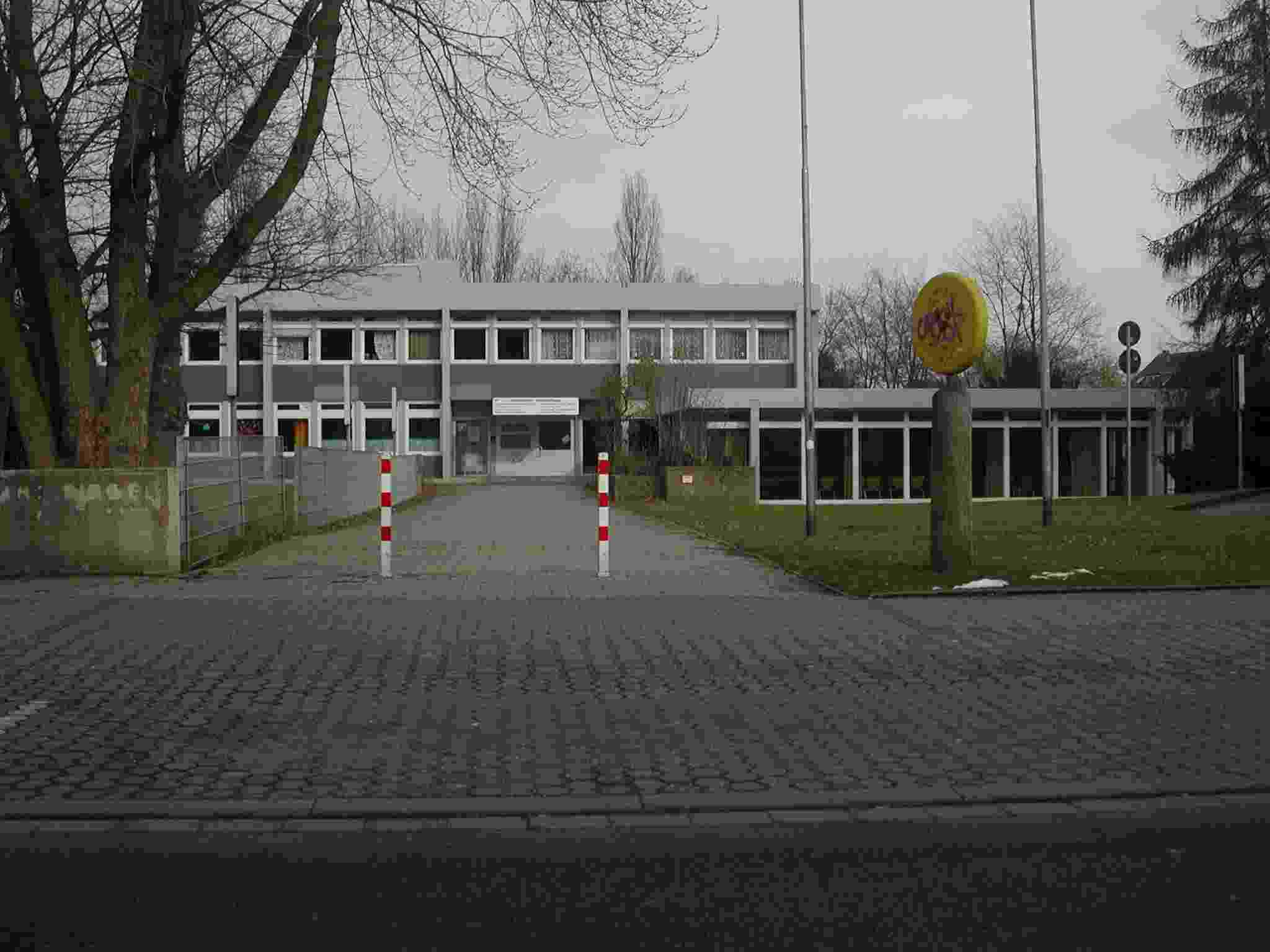
Das Rölsdorfer Vereinshaus, früher Amtsverwaltung Birgel